# Aufaniae
Les matronae Aufaniae (ou Matres Aufaniae ou Deae Aufaniae) étaient un des noms données aux déesses mères celtiques (Matronae) adorées dans toute l'Europe celtique. Elles ne sont connues sous ce nom spécifique que par des inscriptions et des reliefs qui semblent avoir été trouvés principalement dans la Rhénanie allemande.

## Étymologie
L'interprétation du nom Aufaniae n'est pas encore claire.